# 북아메리카 통화 동맹
북아메리카 통화 동맹(The North American Monetary Union)은 미국의 제안에 따라 북아메리카 대륙을 단일 경제권으로 파악한 경제 통화 동맹 또는 경제 통화 통합의 구상이다. 아메리카 합중국, 캐나다, 멕시코의 3국이 연합 구상의 중심으로 놓여 있다. 단일 통화로서 아메로(Amero)라는 이름이 자주 미디어에 노출되고 있다.

## Amero
이 구상이 실현되었을 경우 3국의 통화(미국 달러, 캐나다 달러, 멕시코 페소)는 통합되어 단일 통화가 도입될 것이다. 통화의 명칭은 확실하지 않으나, 아메로(Amero)가 될 것으로 추측된다.
이 구상은 유럽의 단일 통화인 유로를 모델로 하고 있다. 따라서 NAFTA(북미자유무역협정) 및 SPP(Security and Prosperity Partnership of North America)의 연장선상에서 논의되고 있다. 정부 차원에서는, 정식으로는 어느 나라도 북아메리카 통화 동맹의 참가에 대해 언급하거나, 인정하지 않고 있다.

## 초기의 움직임
북미 통화에 관한 아이디어는, 1999년에 캐나다의 경제학자 하바트·한패 벨(Herbert G. Grubel)가 제안했다. 그 밖에도 캐나다의 몇 개의 씽크탱크가 같은 시기에 Amero에 관한 서적을 출판하거나 캐나다와 미국의 통일 통화에 관한 제언을 했다.
그 후 2005년 조지 부시 대통령에 의해 비밀리에 북미연합이 체결돼 2010년 실행예정에 들어가 있다. 이 사실은 CCN 뉴스를 통해 보도 된 바 있으며, 자세한 내용에 대해선 2006년 나온 다큐멘터리 시대정신 에 나와 있다.

## Amero에 관한 소문
Amero 지폐 및 동전은 인터넷상에 그 디자인의 아이디어가 자주 게재되고 있다(각국 정부의 공식적인 디자인은 아니다).
2008년 10월, Hal Turner라는 인물이 20 Amero 코인으로 여겨지는 동전의 영상을 포함한 비디오를 소개했다. 이 코인은, 같은 시기에 미국에서 중국으로 보내졌다고 하는 Amero이다..
2010년 현재 Amero가 도입된 흔적은 전혀 없다.

## 참고 문헌·각주
1. ↑  Youtube.com. “Hal Turner Shows NEW Amero Currency”. 2008年10月09日에 확인함.
2. ↑  「미국의 거짓말에는 더 이상 속지 않는다」　벤저민 풀 포드 2008년 10월 4일

## 같이 보기
- NAFTA(북미자유무역협정)